# إليزابيث بينبريج
إليزابيث بينبريج (بالإنجليزية: Elizabeth Bainbridge)‏ هي مغنية ومغنية أوبرا بريطانية، ولدت في 28 مارس 1930.

## وصلات خارجية
- إليزابيث بينبريج على موقع IMDb (الإنجليزية)
- إليزابيث بينبريج على موقع ميوزك برينز (الإنجليزية)
- إليزابيث بينبريج على موقع أول ميوزيك (الإنجليزية)
- إليزابيث بينبريج على موقع ديسكوغز (الإنجليزية)
- إليزابيث بينبريج على موقع قاعدة بيانات الفيلم (الإنجليزية)